# Gabo Island
Gabo Island är en ö i Australien. Den ligger i delstaten Victoria, omkring 440 kilometer öster om delstatshuvudstaden Melbourne. Arean är 1,8 kvadratkilometer. Den sträcker sig 2,4 kilometer i nord-sydlig riktning, och 1,3 kilometer i öst-västlig riktning.